# Château d'Utsunomiya
Le château d'Utsunomiya (宇都宮城, Utsunomiya-jō) était un château japonais situé à Utsunomiya dans la préfecture de Tochigi. Il n'en reste à présent que quelques vestiges.

## Histoire
Le château d'Utsunomiya a été construit à la fin de l'époque de Heian par Fujiwara no Hidesato ou par Fujiwara no Sōen, ancêtre du clan Utsunomiya. Il est situé sur une petite colline au sud du sanctuaire d'Utsunomiya Futarayama à la jonction des routes Ōshū Kaidō et Nikkō Kaidō. 
Au cours de l'époque Sengoku, le château est considérablement agrandi et devient l'un des sept châteaux majeurs de la région de Kantō. Le clan Utsunomiya défend avec succès le château contre les attaques répétées du clan Go-Hōjō, mais il est dépossédé de ses biens en 1597 par Toyotomi Hideyoshi. Le château passe alors sous le contrôle du clan Gamō, basé à Aizu. Avec l'établissement du shogunat Tokugawa, le château d'Utsunomiya devient le centre du domaine d'Utsunomiya, dirigé par une succession de clans, à commencer par les Okudaira en 1601.
En 1619, Honda Masazumi est nommé daimyo d'Utsunomiya. Il reconstruit en grande partie le château et accueilli le shogun Tokugawa Hidetada dans le nouveau palais lorsque celui-ci se rendait au Nikkō Tōshō-gū. Cependant Honda Masazumi est accusé en 1622 par ses ennemis politiques d'avoir planifié l'assassinat du shogun en utilisant un plafond piégé tombant dans la chambre des invités, et il est exilé dans la province de Dewa (l'incident est raconté dans le film The Ceiling at Utsunomiya, réalisé par Nobuo Nakagawa en 1956). Le palais est détruit par un incendie en 1683.
Pendant la guerre de Boshin de 1868, le domaine d'Utsunomiya se range du côté de la cause impériale mais est attaqué par une armée pro-Tokugawa dirigée par Ōtori Keisuke et l'ancien chef du Shinsengumi Hijikata Toshizō. Le château tomba aux mains des forces pro-Tokugawa après une bataille acharnée au cours de laquelle la plupart des structures furent détruites. Incapable de tenir le château, l'armée pro-shogunale abandonna le site et se déplaça vers le nord.
Après la restauration de Meiji, le site du château est utilisé comme lieu de garnison pour l'armée impériale jusqu'en 1890, date à laquelle il fut cédé à des propriétaires privés, la partie centrale devenant un parc public. En 2007, une partie des murs, des douves et deux tourelles sont reconstruites.

## Galerie

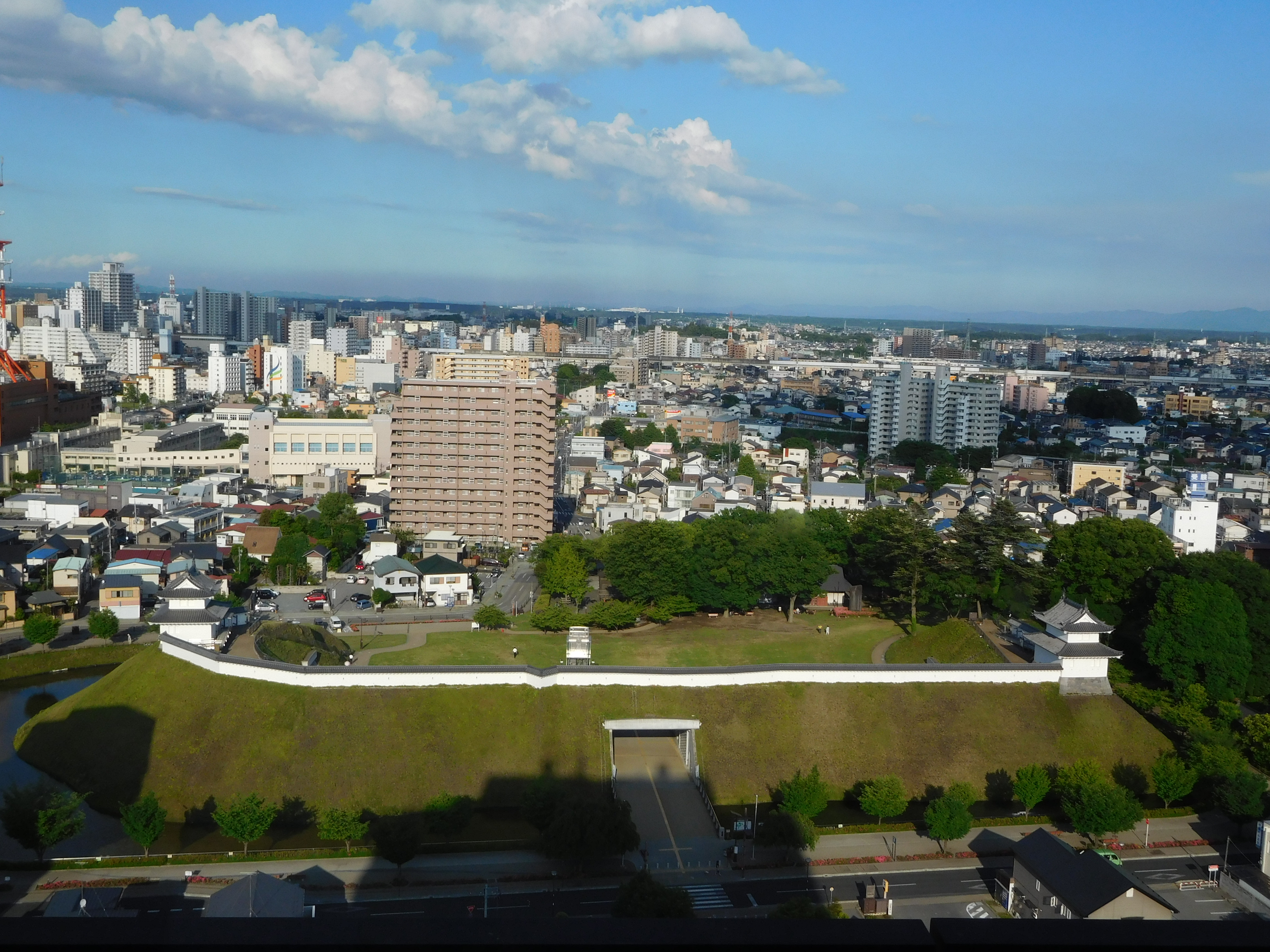
Vue générale du château de nos jours.
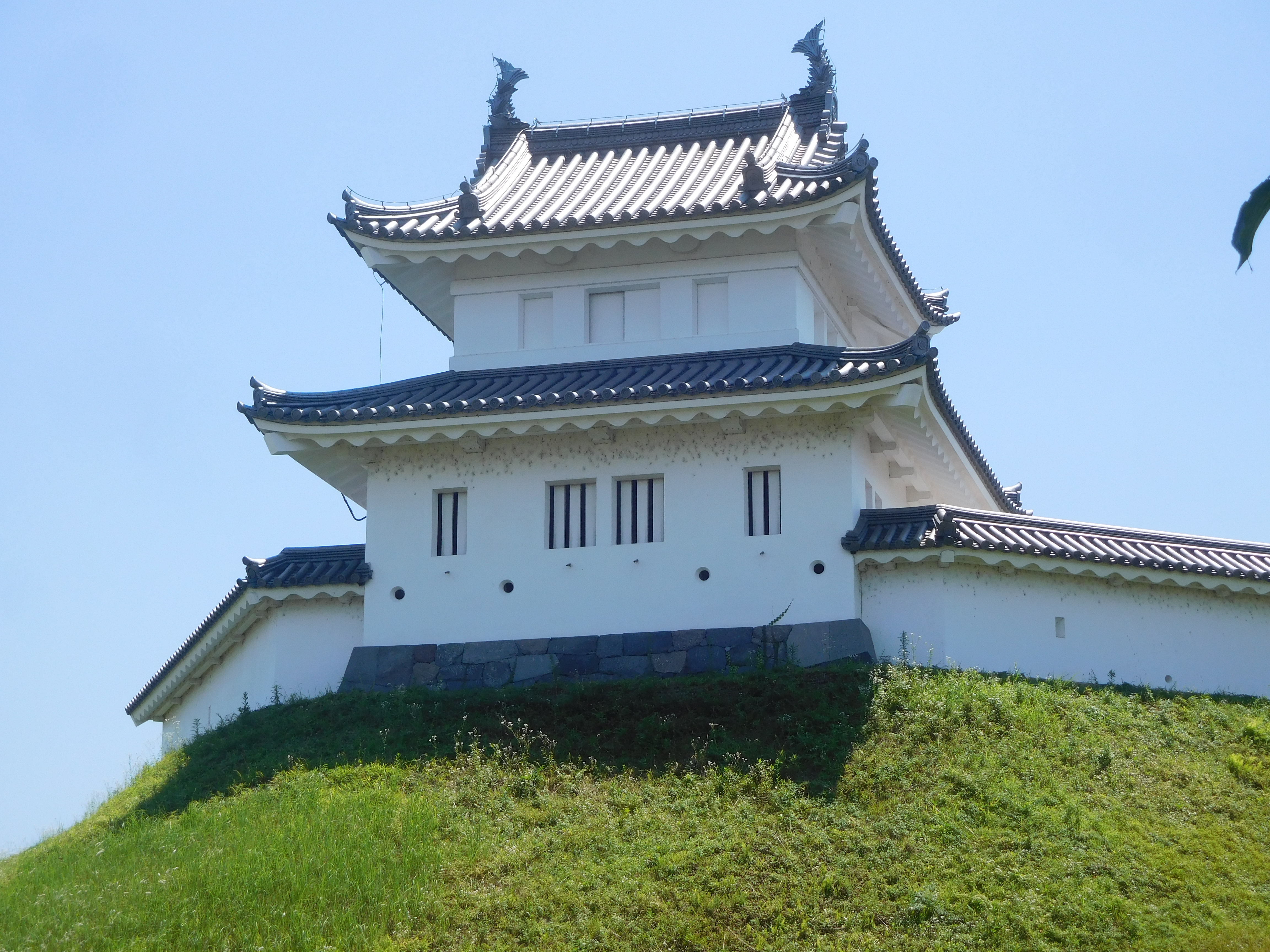
Reconstruction de la tourelle Seimeidai du château.
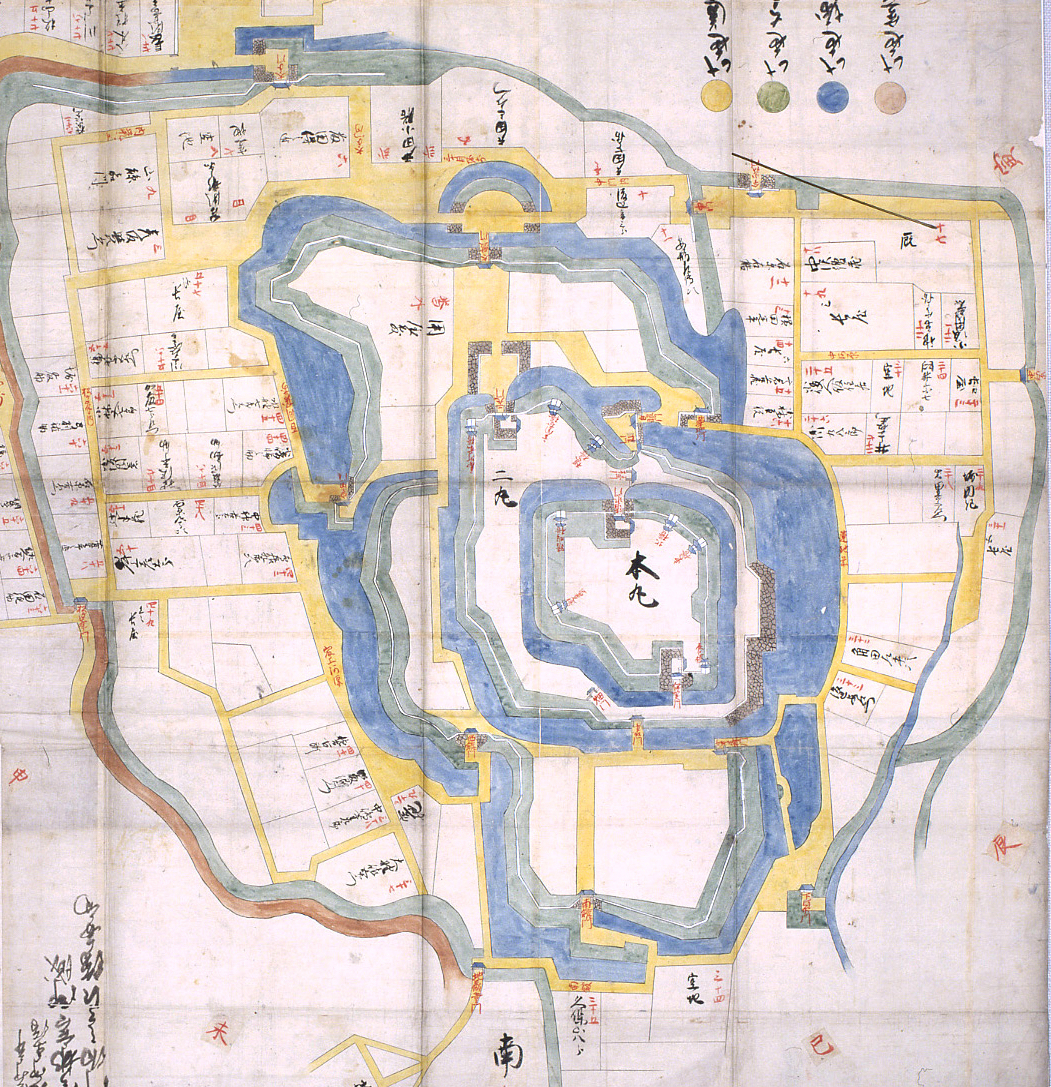
Plan du château pendant la période d'Edo.